# ديقه ياسين
ديقة ياسين حاج يوسف (بالصومالية: Deeqa Yaasiin)‏ ناشطة في مجال حقوق الإنسان والعدالة الاجتماعية و المساواة بين الجنسين، وتمكين المرأة، وحماية حقوق ذوي الإعاقة والأطفال والأقليات، شغلت منصب وزيرة المرأة في الحكومة الفيدرالية الصومالية في الفترة ما بين 2017 و2020

## حياتها المبكرة
ولدت ديقة ياسين حاج يوسف في مدينة مركا جنوب الصومال، وترعرعت في مسقط رأسها، وانتقلت لاحقا لمدينة تورينو لإكمال دراستها الجامعية في أواخر التسعينات، وعملت كوسيط ثقافي ومنسق بين المجتمع المحلي والمهاجرين الصوماليين، كما نشطت في مساعدة المهاجرين الجدد في تسوية وضعهم القانوني وتمكينهم من الحصول على حقوقهم في التعليم والعمل، كذلك ساعدت في تأسيس (لجنة التضامن مع الشعب الصومالي) في منطقة بيمونتي لجمع الأموال لمساعدة المتضررين من الحرب الأهلية في مناطق مختلفة من الصومال، بعدها انتقلت ديقة إلى مدينة تورنتو بكندا، في أوائل عام 2000 حيث عملت كموظفة مدنية في حكومة كندا ونشطت في تقديم الخدمات الاجتماعية للمواطنين الكنديين لما يقرب من 10 سنوات.
لدى عودتها إلى الصومال في عام 2012 نشطت ديقة في مجالات حقوق الإنسان وتمكين المرأة من خلال عملها في منصب مديرة العمليات لمنظمة تنمية المرأة IIDA.  التي تعمل على تعزيز السلم وتمكين المرأة وحماية حقوق الإنسان في الصومال منذ عام 1991.
عُينت ديقة وزيرة للمرأة وحقوق الإنسان في 21 مارس 2017 في حكومة رئيس الوزراء الصومالي حسن علي خيري وشغلت المنصب حتى 19 أكتوبر 2020 وخلفتها في المنصب الوزيرة حنيفة محمد حابسدي.
خلال عملها في الوزارة لعبت ديقة دورا كبيرا في التوقيع على اتفاقية حقوق الأشخاص ذوي الإعاقة، كما عملت على إعداد ميثاق المرأة الصومالية وهو الأول من نوعه في الصومال، وسعت للتوقيع على الميثاق من قبل ممثلي المنظمات السياسية للبلاد، تمهيدا لحشد المشاركة النسائية في أول انتخابات مباشرة كان من المقرر إطلاقها في الصومال 2020/2021. وأعدت ديقة عددا من التشريعات والقوانين التي تهدف لدعم وحماية حقوق الفئات الضعيفة، وشاركت بنشاط في النهوض بالمعايير والسياسات العالمية بشأن حقوق الإنسان بصفتها عضوًا في أول استراتيجية لمجموعة البنك الدولي بشأن الصراع والعنف، كذلك كانت عضوا في الفريق الاستشاري لدراسة منظمة التعاون الاقتصادي والتنمية حول المساواة بين الجنسين وتمكين المرأة لا سيما في ظل الصراع. 
قبل تعيينها في منصب وزيرة المرأة، شغلت ديقة منصب نائبة رئيس مفوضية الانتخابات الفيدرالية (FIET) في الصومال خلال الانتخابات النيابية غير المباشرة في عام 2016، وبصفتها نائبة الرئيس ساهمت في زيادة تمثيل المرأة في مجلسي البرلمان العاشر من 14٪ في عام 2012 إلى 25٪.
خلال تقلدها منصب وزيرة المرأة وحقوق الإنسان أجرت الوزارة تقييمًا أوليا لحالة الأطفال ذوي الإعاقة في الصومال صدر في 28 سبتمبر 2020، واستعرض التقييم الأوضاع التي يعيشها الأطفال ذوي الإعاقة في أربع مدن صومالية، وهي مقديشو وجالكعيو وبيدوا وكيسمايو، ويهدف التقييم الأولي إلى إثراء الجهود المبذولة لتعزيز الجهود الرامية لحماية حقوق الأطفال ذوي الإعاقة في الصومال، وسعت وزارة حقوق الإنسان والتنمية البشرية إلى فهم العوائق الرئيسية التي تحول دون مشاركة الأطفال ذوي الإعاقة في المجتمع، بما في ذلك وصولهم إلى الخدمات التي يحق لهم التمتع بها. في أكتوبر 2020، أجرت الوزارة كذلك تقييمًا أوليا لظاهرة تعاطي المخدرات والمواد المخدرة بين أطفال الشوارع في الصومال. 
في الوقت ذاته أحرزت الوزارة تقدما كبيرا في تنفيذ توصيات الاستعراض الدوري الشامل لعام 2016، وشملت التوصيات الوفاء بالتزامات الصومال بتقديم تقارير عن حقوق الإنسان، وتحديداً في تقديم التقرير الأولي للدولة الطرف في اتفاقية حقوق الطفل، وتقديم تقرير بشأن اتفاقية مناهضة التعذيب (CAT) الذي تأخر تقديمه حوالي ثلاثين عامًا، وكذلك تقرير يوضح بالتفصيل التقدم المحرز في تنفيذ التوصيات. 
قادت ديقة أيضا عقد مؤتمر المرأة الصومالية في مارس 2019.